# 대전광역시의 신문
대전광역시의 주요 신문은 대전일보, 중도일보, 충청투데이, 금강일보, 충청신문 등이 있다. 2007년 9월에 디트뉴스24의 조사에 의하면 대전, 충남의 대표적인 신문으로 대전일보가 59%, 충청투데이가 20%, 중도일보가 19%의 순위로 차례대로 손꼽혔다.

## 역사
충청권에서는 1909년 대전의 삼남신보(三南新報)가  첫 근대신문으로 발간되었다. 1912년 6월에 호남일보로 이름을 바꾸었는데, 모두 일본인들의 식민정치를 홍보하기 위하여 제작되었다. 또한 1932년에는 중앙신문으로 1935년에서 해방 때까지 중선일보로 이름을 바꾸었다. 삼일운동후 문화정치를 표방한 일본은 충청남도 지방과를 통해서 금남월보를 발행하였다. 당시 도청은 공주였으나 인쇄시설이 없어 서울의 매일신보사에서 인쇄를 하였다. 1925년에는 이를 시군읍면에 우편으로 보냈다. 행정계통에는 무료로 배포하였고, 이외에는 판매를 하였다. 이후 금남월보는 충남진흥월보로 이름을 바꾸었다. 이후 금남일보로 이름을 바꾸어 발행하였으며 한 때 발간 부수가 1천부를 웃돌았다고 한다.
또한 일제강점기에 중선일보가 있었는데 광복후 좌익계가 인수하여 중앙일보 등의 제호로 발행하였다. 컬프 충남지사가 좌익계 신문을 인수해 동방신문으로 바꾸었다. 대전의 유일한 신문사였던 동방신문은 6.25 폭격으로 완전 소실되었다.
1950년 8월 전쟁중에 충남도청 공보과장 임지호가 주축이 돼 그 당시 2페이지를 발행할 수 있는 활판기를 사용해 신문을 만들었는데 이것이 대전일보의 모태가 되었다. 1951년 8월 24일 대전의 두 번째 신문인 중도일보가 발간됐다. 1973년에는 대전일보는 경영난에 있던 중도일보를 인수하여 제호를 충남일보로 바꾸었다가 이후 다시 대전일보로 환원하였다.
대전일보는 고 남정섭 회장 일가가 소유해오고 있으며, 중도일보는 사실상 김원식 부원건설 사장의 소유로 부원건설과 부원산업개발이 주식의 97.41%를 소유하고 있다. 충청투데이는 우성사료의 창업주 정인범의 조카인 정남진 사장이 경영에 어려움을 겪던 대전매일을 인수해 충청투데이로 제호를 변경했다. 언론인 출신의 정치인으로는 3선의 남재두, 변평섭 등이 있다.
2010년 12월 한국ABC협회의 조사 결과, 대전일보의 발행부수가 4만8110부로 나타나 충청권에서 1위를 차지했으며, 충청투데이가 2만5797부, 중도일보가 2만3126부로 그 뒤를 이었다. 동양일보는 1만3000부, 중부매일은 1만509부로 조사됐다.